# 科帕尼 (哈爾科夫州)
48°54′8″N 36°3′37″E / 48.90222°N 36.06028°E
科帕尼（烏克蘭語：Копані）是位於烏克蘭東部的村莊，由哈爾科夫州洛佐瓦區的洛佐瓦市鎮負責管轄。該村距離佩特羅皮爾利亞3公里，始建於1857年，面積0.37平方公里，海拔高度140米，2001年人口115。